# Кугаевская волость
Кугаевская волость — низшая административно-территориальная единица (волость) в Тобольском уезде Тобольской губернии Российской Империи, РСФСР. Волостной центр — деревня (ранее село) Кугаевское. Ныне территория
Тобольского района Тюменской области России.

## География
Главная река и географическая доминанта волости — Иртыш.

## История
В 1788 году в уезде среди других была выделена Кугаевская волость
.
В 1893, 1912 годах входила в состав Тобольского уезда
.

## Состав
- Кугаевское, с.
- Атаманова, д.
- Бекирева, д.
- Беркульская, д.
- Брянцева, д.
- Беломоина Бесова, д.
- Гари, д.
- Голошубина, д.
- Горка, д.
- Гришегор, д.
- Енбаева, д.
- Зольникова, д.
- Зырянова, д.
- Карташи, д.
- Киселева, д.
- Козьмина, д.
- Корюкова, д.
- Костерина, д.
- Ларионова, д.
- Лутовинина, д.
- Македонова, д.
- Малокугаевская, д.
- Монастырева, д.
- Нагибина, д.
- Новильникова, д.
- Новоселова, д.
- Овсянникова, д.
- Простокишина, д.
- Редикорцева, д.
- Рогалиха, д.
- Савина, д.
- Семейкина, д.
- Субарьева, д.
- Титова, д.
- Тренина, д.
- Ушарова-Дубровная, д.
- Ушарова-Средняя, д.
- Ушарова-Старая, д.
- Усольцева, д.
- Чаркова, д.
- Черкашенина, д.
- Шубина д.